# Paweł Rutkowski
Paweł Rutkowski – polski leśnik, prof. dr hab., wykładowca Uniwersytetu Przyrodniczego w Poznaniu.

## Życiorys
W latach 1983–1988 studiował na Wydziale Leśnym Akademii Rolniczej w Poznaniu. 4 stycznia 2022 otrzymał tytuł profesora nauk rolniczych (dyscyplina: nauki leśne). Jest wykładowcą Katedry Botaniki i Siedliskoznawstwa swojej alma mater. Do 2022 wypromował ponad stu dyplomantów, także spoza Polski (Chiny, Francja, Hiszpania, Portugalia). Jeden z nich w 2017 otrzymał Nagrodę im. prof. Jerzego Zwolińskiego.
Główne kierunki zainteresowań naukowych to siedliskoznawstwo i typologia leśna, ekologia leśna, ochrona ekosystemów leśnych oraz wielokierunkowe wykorzystanie wierzb.